# 贄殿
贄殿（にえどの）は、日本の律令制において内膳司に付属した機関。令外官。
贄殿は諸国から贄（皇室に進献する食物）として上納された各地の特産物を保管・管理する。職員として別当や預がいた。